# Resolució 1430 del Consell de Seguretat de les Nacions Unides
La Resolució 1430 del Consell de Seguretat de les Nacions Unides fou adoptada per unanimitat el 14 d'agost de 2002. Després de reafirmar la Resolució 1398 (2002) sobre la situació entre Eritrea i Etiòpia, el Consell va ajustar el mandat de la Missió de les Nacions Unides a Etiòpia i a Eritrea (UNMEE) per ajudar en la implementació de la decisió de la Comissió de Fronteres Eritrea-Etiòpia.
El Consell de Seguretat va recordar la decisió sobre la delimitació de la frontera entre Etiòpia i Eritrea per la Comissió de Fronteres el 13 d'abril de 2002 d'acord amb l'acord d'Alger. Va reafirmar la necessitat que ambdues parts compleixin les seves obligacions en virtut del dret internacional i que garanteixin la seguretat del personal de les Nacions Unides i el personal humanitari.
El mandat mandatari de la UNMEE es va ajustar per ajudar a implementar la decisió de la Comissió de Fronteres en relació amb la frontera entre Etiòpia i Eritrea, incloure desminatge en àrees claus i suport administratiu i logístic. Les dues parts es van convidar a Etiòpia i Eritrea a cooperar amb la MINUEE durant el seu mandat i amb la Comissió de Fronteres, especialment amb la seva decisió de demarcació fronterera.
El Consell va decidir que els acords de seguretat es mantinguessin vigents i que ambdós països s'abstinguessin de moviments unilaterals de tropes o de població, inclosos nous assentaments prop de la frontera. Va exigir que la UNMEE tingués llibertat de moviment total i va expressar la seva decepció perquè no s'havia establert un corredor aeri entre les capitals d'Asmara i Addis Ababa. A més, es va demanar a Eritrea i Etiòpia que alliberessin els presoners de guerra i adoptessin mesures de foment de la confiança per promoure la reconciliació.
Finalment, es va instar a més esforços diplomàtics i el Consell va destacar la importància del procés de demarcació per permetre que els desplaçats tornessin a casa i la normalització de les relacions entre Eritrea i Etiòpia. Ambdós països van acceptar inicialment la Resolució 1430, tot i que Etiòpia va qüestionar posteriorment la neutralitat de la Comissió de Fronterse i va impedir que la UNMEE creués la frontera amb Eritrea.